# New Blood – Tod in London
New Blood – Tod in London (Originaltitel: New Blood) ist eine britische Krimi-Fernsehserie. Die Reihe wurde von Anthony Horowitz entwickelt und 2016 gesendet.

## Handlung
Die beiden jungen Ermittler Stefan Kowolski und Arrash „Rash“ Sayyad arbeiten beide für die Londoner Polizei, in verschiedenen Dezernaten. Stefan ist im „Serious Fraud Office“ auf Betrugsfälle spezialisiert, während Rash Trainee Detective Constable (T.D.C) ist.
Beide Männer stehen am Anfang ihrer Karriere. Sie werden von ihren älteren Kollegen und Vorgesetzten ausgebremst, ihre Beschäftigungsverhältnisse sind unsicher. Während Stefan undercover als studentische Hilfskraft, Bauarbeiter oder als Chauffeur eingesetzt wird, ist Rash durch seine Aufgaben regelmäßig unterfordert. Er versucht, seine Chefs mit Eifer und Intelligenz zu beeindrucken, und macht sich dadurch immer wieder unbeliebt.
Bei einer Sportveranstaltung lernt Stefan Rash und dessen Schwester Leila kennen. Stefan kommt mit Rash ins Gespräch, und die beiden tauschen sich über ihre Fälle aus. Sie entdecken, dass ihre Fälle in Verbindung stehen und dass sie beide dringend eine Wohnung suchen.
Sie freunden sich an und ermitteln gemeinsam im Verborgenen, in einem Fall von Subventionsbetrug im öffentlichen Gesundheitswesen.
Stefan verliebt sich in Leila, kommt aber in der ersten Staffel über einen Flirt nicht hinaus. Mit viel Glück und Hilfe von außen erhalten Stefan und Rash den Zuschlag für eine Wohnung in einem der spektakulären Glaspaläste der neuen Wohnviertel.

## Episodenliste
| Nummer | Folgenname                         | Deutsche Online-Premiere | Original-Erstausstrahlung |
| ------ | ---------------------------------- | ------------------------ | ------------------------- |
| S01E01 | Nebenwirkungen (Teil 1)            | 13. August 2017          | 9. Juni 2016              |
| S01E02 | Zufällige Begegnungen (Teil 2)     | 13. August 2017          | 16. Juni 2016             |
| S01E03 | Der sechste Proband (Teil 3)       | 13. August 2017          | 23. Juni 2016             |
| S01E04 | Eine feurige Observierung (Teil 1) | 20. August 2017          | 30. Juni 2016             |
| S01E05 | Im Bauch des Drachen (Teil 2)      | 20. August 2017          | 6. Juli 2016              |
| S01E06 | Tödliche Beute (Teil 1)            | 27. August 2017          | 14. Juli 2016             |
| S01E07 | Wahre Freunde (Teil 2)             | 27. August 2017          | 21. Juli 2016             |

## Besetzung
Die deutsche Synchronisation entsteht unter der Dialogregie von Victoria Sturm durch die Synchronfirma Splendid Synchron GmbH in Berlin.
| Rolle                      | Schauspieler    | Hauptrolle | Synchronsprecher  |
| -------------------------- | --------------- | ---------- | ----------------- |
| Stefan Kowolski            | Mark Strepan    | 1.01–      | Kim Hasper        |
| T.D.C Arrash „Rash“ Sayyad | Ben Tavassoli   | 1.01–      | Julius Jellinek   |
| D.S. Derek Sands           | Mark Addy       | 1.01–      | Lutz Schnell      |
| D.I. Martin Heywood        | Dorian Lough    | 1.01–      | Jörg Hengstler    |
| Eleanor Davies             | Anna Chancellor | 1.01–      | Daniela Hoffmann  |
| Marcus Johnson             | Ariyon Bakare   | 1.01–      | Oliver Siebeck    |
| Alison White               | Kimberley Nixon | 1.01–      | Josephine Schmidt |
| Leila Sayyad               | Aiysha Hart     | 1.01–      | Damineh Hojat     |
| Peter Mayhew               | Mark Bonnar     | 1.01–1.05  | Marcus Off        |

## Rezeption
„'New Blood' ist frisches Blut, das der Welt der verworrenen Grantler-Krimis eins auswischen will. […] Im Vordergrund stehen in der Serie von Autor Anthony Horowitz nicht die Fälle, sondern die Probleme der Jobeinsteiger, die trägen Behörden und die bürokratischen Strukturen, die die Vernetzung untereinander verhindern.“

„Die Chemie zwischen den Protagonisten stimmt, die Dialoge sind treffsicher und komisch. Die Hauptdarsteller […] sind noch unverbrauchte Gesichter und stammen selbst aus Familien mit Migrationshintergrund. Sie verkörpern ihre Figuren perfekt, mit Witz und einer lockeren Präsenz.“

## Veröffentlichung

### Vereinigtes Königreich
Die erste Staffel wurde zwischen dem 9. Juni und dem 7. Juli 2016 auf BBC One ausgestrahlt. Die Folgen waren jeweils eine Woche zuvor auf dem BBC iPlayer verfügbar. Im Schnitt wurde die Reihe von 4 Millionen Zuschauern verfolgt. Ein Fall zog sich über 2 bis 3 Episoden.

### Deutschland
In Deutschland strahlte das ZDF die Fernsehserie zwischen dem 13. und dem 27. August 2017 erstmals aus. Im Gegensatz zu der britischen Ausstrahlung wurde in der deutschen Fassung die Serie zu drei Langepisoden von 100 bis 120 Minuten zusammengeschnitten, die jeweils einen Fall behandeln. Die erste Staffel ist seit dem 28. August 2017 auf DVD und Blu-ray verfügbar.